# Le Cœur chocolat

Le Cœur chocolat (Herz aus Schokolade) est un téléfilm allemand réalisé par Oliver Dommenget et diffusé en 2008.

## Fiche technique
- Tire original : Herz aus Schokolade
- Titre en français : Le Cœur chocolat
- Réalisation : Oliver Dommenget
- Scénario : Heidrun Arnold
- Producteur : Andreas Messerschmidt
- Musique : Jörg Rausch
- Image : Meinolf Schmitz
- Société de production : Summerset
- Pays :  Allemagne
- Genre : Comédie
- Durée : 90 min
- Date de sortie :	
  - France : 30 avril 2010

## Distribution
- Simone Hanselmann (V.F. : Nathalie Karsenti) : Valérie Cornelis
- Matthias Schloo (V.F. : Alexandre Gillet) : Jan van Schooten
- Sky du Mont (V.F. : Jean-Louis Faure) : Pieter van Eyck
- Daniela Ziegler (V.F. : Christine Delaroche) : Louise van Schooten
- Adele Neuhauser (V.F. : Laurence Jeanneret) : Camille van Schooten
- Xaver Hutter (V.F. : Mathias Kozlowski) : Oliver Behrend
- Erna Aretz : Hélène
- Anne Arzenbacher : Sarah Cornelis
- Zoe Coppens
- Heike Feist : Mendiante
- Vanida Karun : Olivia Kühn
- Jörg Kleinau : Expert en bâtiment
- Judith Pinnow : Ann Vandevoorde
- Rainer Piwek (V.F. : Patrick Borg) : Maxime Vandevoorde
- Bülent Sharif : Miguel Fernandez
- Christian Van Tomme : Le notaire

Sources V. F. : Carton de doublage TMC